# Feuges
Feuges é uma comuna francesa na região administrativa de Grande Leste, no departamento de Aube. Estende-se por uma área de 10,99 km². Em 2010 a comuna tinha 336 habitantes (densidade: 30,6 hab./km²).